# یواس‌اس سگریتوس (ای‌کی‌ان-۲)
یواس‌اس سگریتوس (ای‌کی‌ان-۲) (به انگلیسی: USS Sagittarius (AKN-2)) یک کشتی بود که طول آن ۴۴۱ فوت ۶ اینچ (۱۳۴٫۵۷ متر) بود. این کشتی در سال ۱۹۴۳ ساخته شد.